# Облешево
Облешево (мкд. Облешево) је насеље у Северној Македонији, у источном делу државе. Облешево је у саставу општине Чешиново-Облешево, где је седиште општине.

## Географија
Облешево је смештено у источном делу Северне Македоније. Од најближег града, Кочана, насеље је удаљено 8 km југозападно.
Насеље Облешево се налази у историјској области Кочанско поље. Подручје око насеља је долинско и добро обрађено. Јужно од насеља тече река Брегалница средњим делом свог тока. Надморска висина насеља је приближно 310 метара. 
Месна клима је умерено континентална.

## Становништво
Облешево је према последњем попису из 2002. године имало 1.131 становника.
Претежно становништво у насељу су етнички Македонци (99%). Све до почетка 20. века половину месног становништва чинили су муслимански Турци, а половину православни Словени.
Већинска вероисповест месног становништва је православље.

## Збирка слика
- Улазак у Облешево
- Нова црква, у изградњи
- црква Свете Недеље